# وین هامپسون
 وین هامپسون (انگلیسی: Wayne Hampson؛ زاده ۲۳ اوت ۱۹۵۷) یک تنیس‌باز اهل استرالیا است.